# Kamikaze 1989 (album)
Kamikaze 1989 is het zesde soloalbum van Edgar Froese. Zijn band Tangerine Dream kreeg steeds aanbiedingen om filmmuziek te leveren, zo ook Froese zelf. Het album, dat in 1982 in Berlijn is opgenomen, bevat de filmmuziek van de film Kamikaze 1989 met Rainer Werner Fassbinder in de hoofdrol.

## Musici
- Edgar Froese – synthesizers, elektronica

## Muziek
| Nr. | Titel                 | Duur |
| --- | --------------------- | ---- |
| 1.  | Videophonic           | 4:17 |
| 2.  | Vitamin C             | 2:17 |
| 3.  | Krismopompas          | 3:19 |
| 4.  | Police disco          | 4:55 |
| 5.  | Intuition             | 2:05 |
| 6.  | Police therapy centre | 2:35 |
| 7.  | Blue panther          | 3:08 |
| 8.  | Snake bath            | 4:50 |
| 9.  | Unexpected death      | 2:50 |
| 10. | Flying kamikaze       | 4:00 |
| 11. | Tower block           | 3:30 |
| 12. | The 31st floor        | 2:15 |